# 新軍
新軍，全稱新建陸軍，是清朝政府於甲午戰爭之後編練的新式陸軍軍隊，为清末新政的一部分。這支軍隊的特色是完全使用西式的軍事制度、訓練以及裝備，是清朝第一支受現代化改革並有充足戰鬥力的正規軍。新军为中国军事制度带来根本性变革，是中国军事现代化的肇端。
1911年，湖北新军发动武昌起义，各地新军成为辛亥革命主力之一。最终，袁世凯凭借北洋新军拥兵倒逼溥仪退位，清朝灭亡。故中国学界将新军称为清朝的“掘墓人”。

## 成立經過

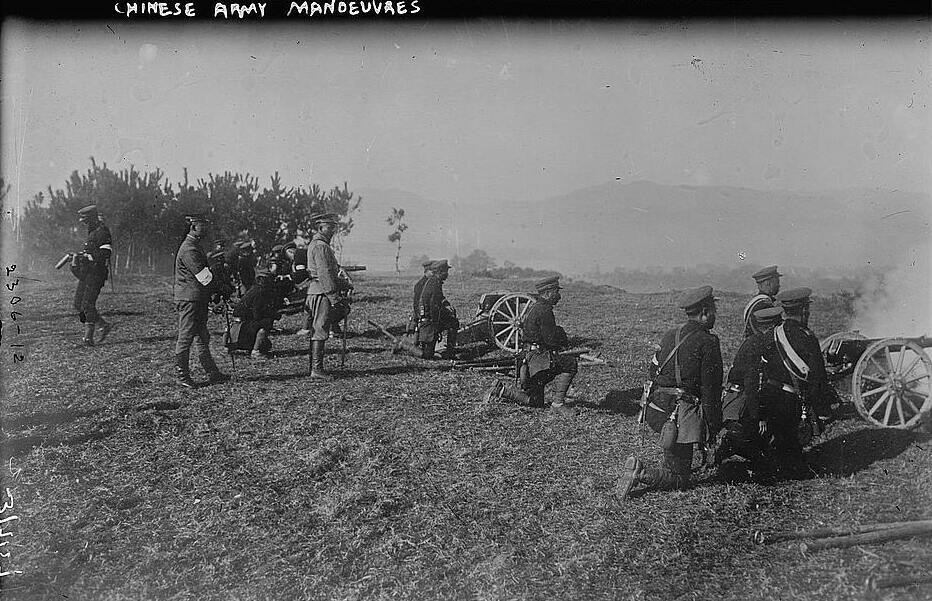
清末陸軍演習，1910年

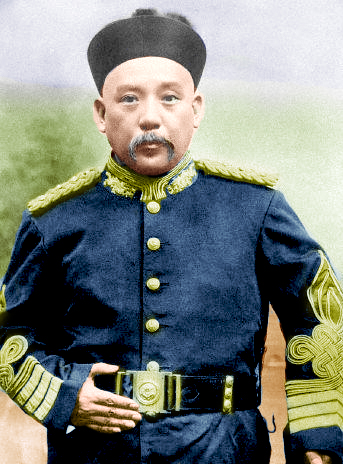
北洋新军首领——袁世凯身着西式军装，但帽饰仍为清代官帽的暧帽

1894年（光緒二十年）中日甲午戰爭爆發後，原廣西按察使胡燏棻奉清政府之命，在天津用西法編練十營定武軍，分別為步兵三千人、炮兵一千人、馬兵二百五十人、和工兵五百人，一共四千七百多人。次年胡燏棻調任平漢鐵路督辦，袁世凱接手「定武軍」，在天津小站訓練部隊（人稱「小站練兵」），改為「新建陸軍」，一切依照德國與日本的制度，由德國人為主的洋人監督，更把規模擴至七千士兵，参照德国陸军制度进行编制，并分立警、步、馬、砲、工、辎等兵科。之後，被编为武卫军“前后左右中”五路中的武衛右軍，跟隨袁世凱到山東去鎮壓義和團運動。在那裏，袁世凱將三十四營舊軍改編，命名為「武衛右軍先鋒隊」，令武衛右軍擴大至兩萬餘人。在新建陸軍成立的同時，署理兩江總督的張之洞也編練了一支名叫自強軍的新軍。這支軍隊也依照西式軍隊編制步、馬、砲、工等13營，共二千餘人。後來自強軍由劉坤一接辦，到最後被袁世凱所收編，劃歸其武衛右軍。庚子事变中，武卫军诸军损失惨重，惟袁世凯所部右军及右军先锋队得以保存实力，成为清朝北方仅剩的新军武力，1902年在武衛右軍基礎上組建北洋常备军。
1905年2月28日，袁世凯等奏请统一全国新军番号，提出“以陆军编号通国一贯，脉络相连”，并呈请将“所有常备军各镇拟即一律改为陆军各镇，以符名实而遵定制”。即全国各镇统一数字番号。新的陆军营制在北洋常备军营制的基础上略加变化而来，一镇计步、马、炮、工、辎共二十营，与日本师团的组织相似。第一批即以北洋、京旗两支常备军改编为北洋六镇。1906年，新建的陆军部拟订了全国编练三十六镇的计划。至1911年清亡时，共计成立十四个镇、十六个混成协、禁卫军2协，以及几个独立标、营。
新军采取的是行省（城市）加上番号的方式，如第一镇是“近畿陆军第一镇”，第八镇是“湖北陆军第八镇”（不是湖北地方部队，仍属中央国防军系列）等。混成协在中国不算是战时编制，因为编练新军对于各省来说，财政花费实在太大，因此从河南新军开始，采取了变通办法，先成立混成一协，以后再扩为一镇。这个办法后在全国各地推广，于是出现了一批混成协。通常混成协按清廷定制，一般是步队一协、马炮各一营、工辎各一队，实际情况各省略有差别，不完全一致。
各省各自编练新军达到协的标准，呈请练兵处（1906年并入陆军部）批准成协，如果审批通过则授予无数字番号的混成协（如“陕西陆军混成协”）或有数字番号暂编混成协（如“四川暂编陆军第三十三混成协”）。一部分混成协是以上的两种番号都经历过，如河南先成“河南陆军混成协”，再改称“河南暂编陆军第二十九混成协”。大多数混成协是准备将来扩编为镇的，所以都加“暂编”二字，只有从北洋六镇中划出驻守东北的陆军第一、二混成协不在此例。各省编炼新军达到一镇的标准，报陆军部审核后授予暂编镇番号，如“四川暂编陆军第十七镇”。陆军部派员亲临校阅，若合格则去掉“暂编”二字，成为正规的陆军镇。至清亡，只有北洋六镇和湖北第八镇、南洋第九镇等几个镇是通过校阅的正规镇，其余各镇全属“暂编”镇。

## 北洋新軍

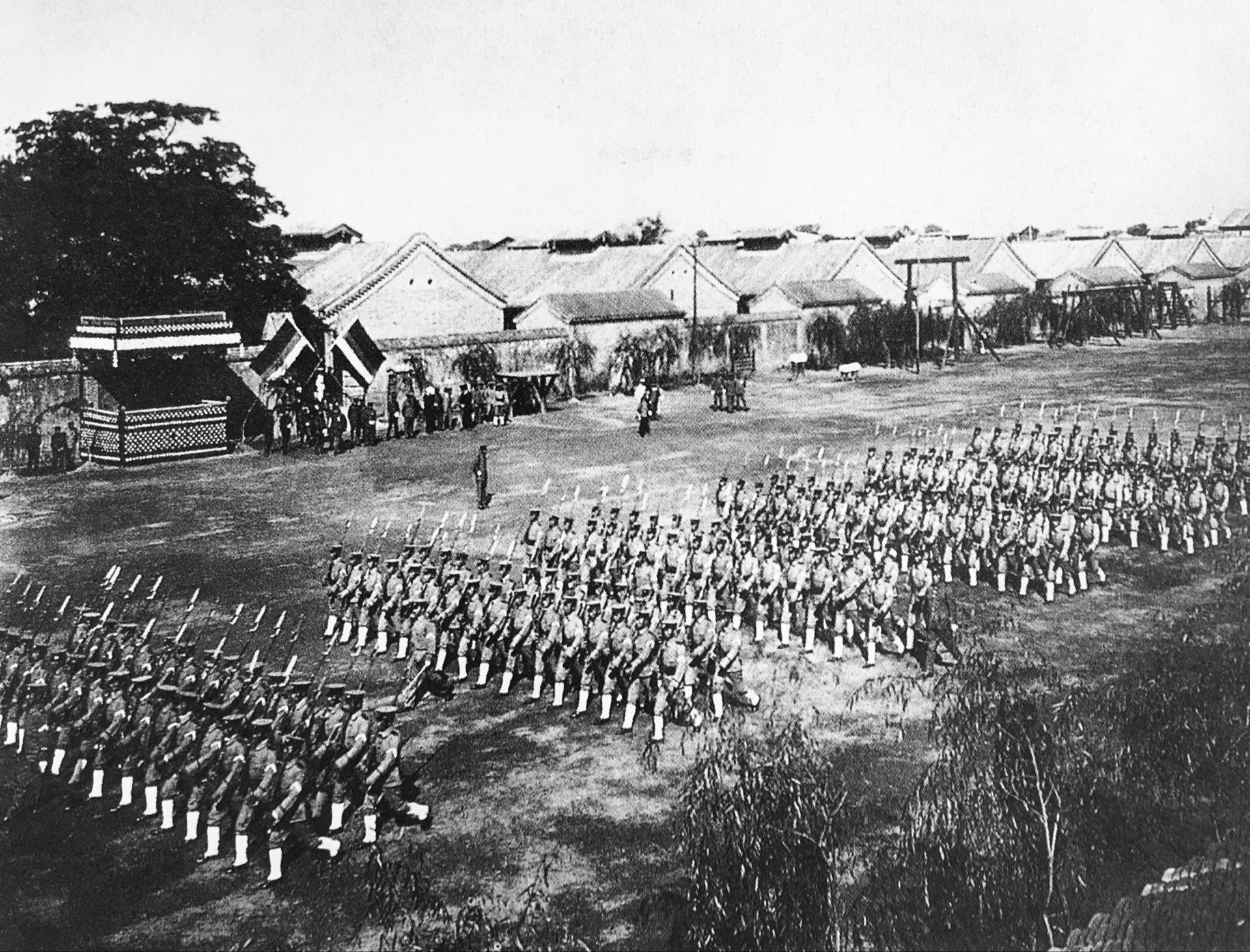
民国初期，操练中的北洋军

北洋新军的正式名字叫做“新建陸軍”，原名“定武軍”。袁世凱為新建陸軍督辦。主要軍官由袁世凱親友、北洋武备学堂畢業生和淮軍舊部組成。编制机构及其人员：
- 参谋营务处总办：徐世昌，河南卫辉人
  - 参谋营务处及兵官学堂监督：江朝宗，安徽旌德人

- 督操营务处总办兼步兵学堂监督：冯国璋，直隶河间人
  - 督操营务处提调：段芝贵，安徽合肥人
  - 步队左翼翼长兼第一营统带：姜桂题，安徽亳州人
  - 步队右翼第二营统带：吴长纯，安徽庐江人
  - 步队右翼第三营后队：雷震春，安徽宿州人
  - 马队第一营后队队官：吴凤岭，袁世凯家佣人之子，从小在袁家长大

- 炮兵营统带兼炮兵学堂监督：段祺瑞，安徽合肥人
  - 炮队第一营管带：张怀芝，山东东阿人

- 工程营统带兼讲武堂总教习：王士珍，直隶正定人
- 工程营统带兼行营中军：张勋，江西奉新人

- 学兵营统带兼督操营务处提调：曹锟，直隶天津人
  - 基层军官：王英楷、张永成、赵国贤、何宗莲、李纯、陈光远、李厚基、王占元、卢永祥、王汝贤、杨善德、田中玉、鲍贵卿、陆建章、田中玉、钟麟同、马龙标、孟恩远等。

戊戌变法前夕新建陆军被编为武卫右军，跟武卫左、前、后、中，通于归属总督荣禄管辖。
- 第一镇统制先后为鳳山、何宗莲；
- 第二镇统制先后为王英楷、张怀芝；
- 第三镇统制先后为段祺瑞、曹锟；
- 第四镇统制为吴凤岭；
- 第五镇统制先后为吴长纯、张永成；
- 第六镇统制先后为王士珍、赵国贤、段祺瑞。

1907年，从六镇各抽调一部分官兵，编成第二十镇。辛亥革命时期，冯玉祥任第40协第80标第三营管带。
1909年，袁世凯被开缺回乡。北洋六镇高层，有所调整。
- 第二镇统制：马龙标
- 第五镇统制：
- 第六镇统制：吴禄贞

## 新政中的军事改革

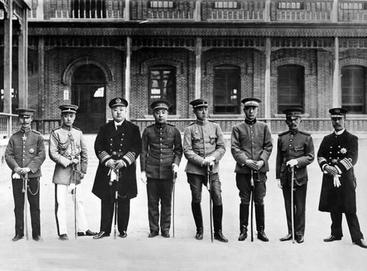
1911年初，清政府派大臣载洵等校阅新建陆军。图为校阅陆军大臣1911年1月的合影。本图经裁切曾以《海陆军中之重要人物》为名刊登在《东方杂志》1911年8卷8期，图下注左起：陆军大臣廕昌、载𢱿、海军大臣载洵、贵胄陆军学堂总理载润、禁卫军统领载涛、麟光、蒙古三帕、海军副大臣谭学衡

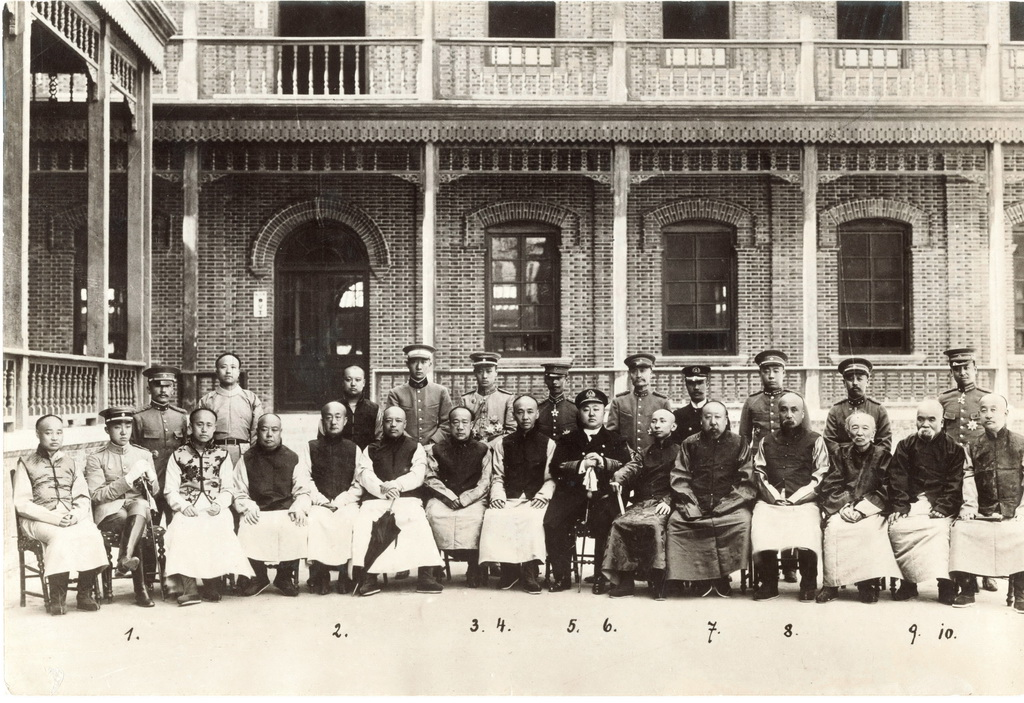
1911年初，清政府派大臣载洵等校阅新建陆军。图为清政府高级官员及校阅陆军大臣1911年1月的合影。本图经裁切曾以《近时王公大臣之合影》为名刊登在《东方杂志》1911年8卷7期。图中：
前排自左至右：多罗都楞郡王贡桑诺尔布，1军谘大臣贝勒载涛，未详，未详，2军谘府大臣贝勒毓朗，和硕亲王那彦图，3理藩大臣肃亲王善耆，度支大臣载泽，6海军大臣贝勒载洵，未详，7内阁协理大臣那桐，8内阁协理大臣徐世昌，邮传大臣盛宣怀，9署理外务大臣、弼德院副院长邹嘉来，未详。
后排自左至右：帕勒塔，未详，那亲王世子，麟光，4载𢱿，5陆军大臣荫昌，陆军副大臣寿勋，海军副大臣谭学衡，正黄旗汉军都统载润，未详，10未详

清廷簽訂《辛丑條約》後，慈禧太后決心推行新政，進行軍事改革。光緒二十九年十月成立總理練兵處，並令各省成立督練公所，負責訓練新軍；並且裁減原有的舊軍（防軍、練軍、綠營），剩下的精選若干營為常備、後備軍及巡警營（即憲兵）。清政府原訂計畫以北洋新軍為中央軍、各省的新軍為地方軍，一共在全國編練三十六鎮新軍；到清朝覆亡的時候，全國已練成新軍十六鎮和十六個混成協（一說為十四個鎮﹑十八個混成協），其中裝備與訓練為袁世凱的北洋六鎮為最佳，遍佈直隸、山東與东北。
- 近畿陆军第一鎮：駐北京仰山洼
- 直隶陆军第二鎮：駐保定、永平等府
- 近畿陆军第三鎮：駐吉林、长春、宁安、延吉及锦州等处
- 直隶陆军第四鎮：駐天津馬廠
- 近畿陆军第五鎮：駐济南、濰坊、昌邑等处
- 近畿陆军第六鎮：駐北京南苑
- 河南暂编陆军第七镇：驻防河南
- 湖北陆军第八镇：駐武昌
- 南洋陆军第九鎮：駐江宁
- 福建暂编陆军第十鎮：駐福州、福宁、延平等处
- 四川暂编陆军第十七鎮：駐成都
- 云南暂编陆军第十九鎮：駐昆明
- 奉天暂编陆军第二十鎮：駐奉天
- 浙江暂编陆军第二十一镇：驻浙江
- 吉林暂编陆军第二十三镇：驻吉林
- 广西暂编陆军第二十五镇：原驻广西桂林，后因第二十六镇被遣散迁驻广东，改称广东陆军第二十五镇
- 广东暂编陆军第二十六镇：驻广州，后因起义被遣散

混成协：
- 第一混成协：驻东北新民，协统王化东
- 第二混成协：驻沈阳，协统蓝天蔚
- 第三混成协：驻永平，协统王占元
- 第十三混成协：驻江苏江北，协统杨保善
- 第二十一混成协：驻武昌，协统黎元洪
- 第二十三混成协：驻江苏苏州
- 第二十五混成协：驻湖南长沙
- 第二十七混成协：驻江西南昌
- 第二十九混成协：驻河南，协统张锡元
- 第三十一混成协：驻安徽安庆，协统余大鸿
- 第三十三混成协：驻四川成都，协统钟颖
- 第三十五混成协：驻新疆乌鲁木齐
- 第三十九混成协：驻陕西西安
- 第四十三混成协：驻山西，协统谭振德
- 广东混成协
- 广西混成协
- 甘肃混成协
- 伊犁混成协
- 直隶混成协
- 黑龙江混成协

## 編制
建軍初期，全軍由一名總統（即袁世凱）統率，有左右兩翼（相當於旅），每翼有一名翼長、一名統領和兩名分統負責；翼下面為營，有統帶官和幫統官各一名；營下面為隊（相當於連），由一名領官管理；隊下面為哨（相當於排），由一名哨官和兩名哨長負責；最下面為棚（相當於班），有正副頭目各一名。（每棚十二人）
新軍機關以總部為首，其下有參謀營務處、執法營務處、督操營務處、稽查營務處等。
清政府推行「新政」之後，新軍改為常備軍制，並因人數的增加，故以改編作鎮、協、標、營、隊、排、棚，各級軍官改稱統制﹑協統﹑標統﹑管帶﹑隊官﹑排長和正副目。每鎮額設官兵一萬二千五百一十二人，仍有步、馬、炮、工程、輜重等兵種。軍官大多由學習軍事的留學生和國內各武備學堂的畢業生擔任，士兵則採取招募制，選拔標準較以往嚴格，對年齡、體格和文化程度等都有明文規定。
| 新軍軍官階級章 |            |            |            |            |            |            |            |            |            |            |            |            |            |            |            |            |            |
| 上等第一级     | 上等第一级 | 上等第二级 | 上等第二级 | 上等第三级 | 上等第三级 | 中等第一级 | 中等第一级 | 中等第二级 | 中等第二级 | 中等第三级 | 中等第三级 | 次等第一级 | 次等第一级 | 次等第二级 | 次等第二级 | 次等第三级 | 次等第三级 |

## 新軍與革命
在组建和训练新军的时候，由于使用西方军队方式编练、采用西式装备，需要从军者拥有文化知识，故对知识分子优先录取。而在清末新政、废除科举的背景下，更促成知识分子加入新军，以谋求个人出路。一些开明地方大员如张之洞、端方等，注重招收有文化的青年入伍，和招收留学生任军官如蔡锷、阎锡山、许崇智等，这些知识青年读过书见识广，敢于持有不同政见，不同于旧军官兵愚昧效忠皇权。同时革命党人如黄兴、宋教仁等注重开展兵运，秘密向新军中输送革命分子，如吴禄贞、赵声、孙武等。这些军内革命党人待命伺机发动起义。
1911年武昌首义是新军起义，然后响应的陕西、湖南二省，亦是新军起义。接下来江西、安徽、江苏、浙江、福建、山西、四川、云南、贵州等地也是新军起义。除上海、广东、广西辛亥革命起义是以民军商团为主之外，其他各地起义均为新军起义为主。辛亥革命也可以说是一场规模空前的新军大起义。